# 舟津村
舟津村（ふなつむら）は福井県今立郡にあった村。現在の鯖江市中心部の西部にあたる。

## 地理
- 山岳 ： 長泉寺山
- 河川 ： 日野川

## 歴史
- 1889年（明治22年）4月1日 - 町村制の施行により、上鯖江村、西鯖江村、小黒町村及び長泉寺村の区域をもって、舟津村が発足する。
- 1948年（昭和23年）11月3日 - 鯖江町、新横江村及び舟津村が合併して、改めて鯖江町が発足する。

## 交通

### 鉄道路線
- 福井鉄道
  - 福武線
    - 上鯖江駅（現・サンドーム西駅） - 西鯖江駅 - 下鯖江駅（現・西山公園駅）

### 道路
- 北陸道（後の国道8号、一部は現・国道417号）